# Сидеиф-заде, Фикрет Исрафил оглы
Сидеиф-заде Фикрет Исрафил оглы (азерб. Fikrət İsrafil oğlu Sideifzadə; род. 1 января 1952, Амирджан) — советский и азербайджанский шахматист, тренер и писатель. Мастер спорта СССР (1975), международный мастер. Чемпион Азербайджанской ССР 1974, 1976, 1977, 1979 и 1984 годов.
Член сборной Азербайджана на командных чемпионатах Европы 1997 и 2003 годов. С 1997 года старший тренер национальной сборной среди мужчин, женщин и юношей. Капитан женской сборной Азербайджана по шахматам. Автор книги «Шахматная школа Азербайджана» (1989).
В 2012 году был удостоен стипендии за «развитие спорта в Азербайджанской Республике».